# Жељка Цвијановић
Жељка Цвијановић (Теслић, 4. март 1967) српска је политичарка и професорка енглеског језика. Садашњи је српски члан Предсједништва Босне и Херцеговине и предсједавајући Предсједништва, као и потпредсједница Савеза независних социјалдемократа (СНСД). Бивша је предсједница Републике Српске, предсједница Владе Републике Српске и министарка за економске односе и регионалну сарадњу.

## Биографија
Рођена је 4. марта 1967. године у Теслићу гдје је завршила основну и средњу школу. Високо образовање започела је на Филозофском факултету у Сарајеву, затим наставила на Филозофском факултету Универзитета у Бањој Луци и на Правном факултету Универзитета у Бањој Луци. Завршила је специјалистички студије у области дипломатско-конзуларног права на тему „Међународно-правни положај Европске уније“.
Радила је као наставник и професор енглеског језика, као виши преводилац, а потом и асистент у Мониторинг мисији Европске уније у БиХ, као савјетник предсједника Владе за европске интеграције и сарадњу са међународним организацијама, а обављала је и послове шефа Кабинета предсједника Владе Републике Српске и руководила Јединицом за координацију и европске интеграције и била члан из реда стручњака Одбора за европске интеграције и регионалну сарадњу Народне скупштине Републике Српске.
На положај министра за економске односе и регионалну сарадњу Републике Српске је изабрана 29. децембра 2010. године. За предсједника Владе Републике Српске је изабрана 12. марта 2013. године и прва је жена на тој функцији.
Дужност предсједника Републике Српске званично је преузела 19. новембра 2018. године.
Додјељен јој је Орден Републике Србије на ленти 2022. године.

## Породични живот
Рођена је у породици Грабовац, од оца Слободана и мајке Иве. Удата је за Александра Цвијановића. Мајка је двоје дјеце. Живи у Бањој Луци.

## Одликовања
- Орден Републике Србије на ленти (2022)[3]